# مسابقات قهرمانی بسکتبال آسیا ۱۹۷۹
مسابقات قهرمانی بسکتبال آسیا ۱۹۷۹ دهمین دورهٔ قهرمانی آسیا برای مردان می‌باشد که از ۱ تا ۱۲ دسامبر در ناگویا، ژاپن برگزار گردید.

## دور مقدماتی

### گروه A
| تیم   | بازی | برد | باخت | امتیاز برده | امتیاز باخته | تفاضل | امتیازات |
| ----- | ---- | --- | ---- | ----------- | ------------ | ----- | -------- |
| چین   | ۳    | ۳   | ۰    | ۳۱۹         | ۱۹۹          | ۱۲۰+  | ۶        |
| هند   | ۳    | ۲   | ۱    | ۲۲۹         | ۲۳۳          | ۴−    | ۵        |
| عراق  | ۳    | ۱   | ۲    | ۲۵۹         | ۲۸۱          | ۲۲−   | ۴        |
| بحرین | ۳    | ۰   | ۳    | ۲۰۰         | ۲۹۴          | ۹۴−   | ۳        |

| ۱ دسامبر |

|  |

| چین                               | ۹۶–۵۶ | هند |
| امتیاز بر پایه نیمه: ۵۲–۲۶, ۴۴–۳۰ |       |     |

| ۲ دسامبر |

|  |

| بحرین                             | ۶۳–۸۰ | هند |
| امتیاز بر پایه نیمه: ۳۰–۳۸, ۳۳–۴۲ |       |     |

| ۲ دسامبر |

|  |

| چین                               | ۱۰۵–۸۹ | عراق |
| امتیاز بر پایه نیمه: ۵۷–۴۱, ۴۸–۴۸ |        |      |

| ۳ دسامبر |

|  |

| بحرین                             | ۸۳–۹۶ | عراق |
| امتیاز بر پایه نیمه: ۵۷–۴۱, ۲۶–۵۵ |       |      |

| ۴ دسامبر |

|  |

| چین                               | ۱۱۸–۵۴ | بحرین |
| امتیاز بر پایه نیمه: ۵۷–۳۴, ۶۱–۲۰ |        |       |

| ۵ دسامبر |

|  |

| عراق                              | ۷۴–۹۳ | هند |
| امتیاز بر پایه نیمه: ۳۶–۴۸, ۳۸–۴۵ |       |     |

### گروه B
| تیم       | بازی | برد | باخت | امتیاز برده | امتیاز باخته | تفاضل | امتیازات |
| --------- | ---- | --- | ---- | ----------- | ------------ | ----- | -------- |
| کرهٔ جنوبی | ۳    | ۳   | ۰    | ۳۶۶         | ۲۵۱          | ۱۱۵+  | ۶        |
| فیلیپین   | ۳    | ۲   | ۱    | ۳۲۶         | ۲۶۴          | ۶۲+   | ۵        |
| تایلند    | ۳    | ۱   | ۲    | ۲۵۲         | ۳۰۷          | ۵۵−   | ۴        |
| سنگاپور   | ۳    | ۰   | ۳    | ۲۲۷         | ۳۴۹          | ۱۲۲−  | ۳        |

| ۱ دسامبر |

|  |

| کرهٔ جنوبی                         | ۱۳۰–۶۸ | تایلند |
| امتیاز بر پایه نیمه: ۷۳–۴۴, ۵۷–۲۴ |        |        |

| ۲ دسامبر |

|  |

| سنگاپور                           | ۶۵–۱۲۸ | فیلیپین |
| امتیاز بر پایه نیمه: ۳۲–۶۶, ۳۳–۶۲ |        |         |

| ۳ دسامبر |

|  |

| تایلند                            | ۱۰۳–۸۶ | سنگاپور |
| امتیاز بر پایه نیمه: ۵۴–۲۲, ۴۹–۳۴ |        |         |

| ۳ دسامبر |

|  |

| کرهٔ جنوبی                         | ۱۱۸–۱۰۷ | فیلیپین |
| امتیاز بر پایه نیمه: ۶۲–۵۸, ۵۶–۴۹ |         |         |

| ۴ دسامبر |

|  |

| کرهٔ جنوبی                         | ۱۱۸–۷۶ | سنگاپور |
| امتیاز بر پایه نیمه: ۶۱–۳۶, ۵۷–۴۰ |        |         |

| ۵ دسامبر |

|  |

| تایلند                            | ۸۱–۹۱ | فیلیپین |
| امتیاز بر پایه نیمه: ۳۶–۴۳, ۴۵–۴۸ |       |         |

### گروه C
| تیم     | بازی | برد | باخت | امتیاز برده | امتیاز باخته | تفاضل | امتیازات |
| ------- | ---- | --- | ---- | ----------- | ------------ | ----- | -------- |
| ژاپن    | ۴    | ۴   | ۰    | ۴۷۷         | ۲۳۹          | ۲۳۸+  | ۸        |
| پاکستان | ۴    | ۳   | ۱    | ۳۸۹         | ۳۵۲          | ۳۷+   | ۷        |
| مالزی   | ۴    | ۲   | ۲    | ۴۲۷         | ۳۳۱          | ۹۶+   | ۶        |
| هنگ کنگ | ۴    | ۱   | ۳    | ۳۲۲         | ۳۹۰          | ۶۸−   | ۵        |
| بنگلادش | ۴    | ۰   | ۴    | ۲۵۳         | ۵۵۶          | ۳۰۳−  | ۴        |

| November ۳۰ |

|  |

| ژاپن                              | ۱۲۱–۸۰ | پاکستان |
| امتیاز بر پایه نیمه: ۶۱–۴۵, ۶۰–۳۵ |        |         |

| ۱ دسامبر |

|  |

| هنگ کنگ                           | ۱۱۴–۷۳ | بنگلادش |
| امتیاز بر پایه نیمه: ۵۷–۴۱, ۵۷–۳۲ |        |         |

| ۱ دسامبر |

|  |

| مالزی                             | ۷۲–۸۴ | ژاپن |
| امتیاز بر پایه نیمه: ۲۴–۴۶, ۴۸–۳۸ |       |      |

| ۲ دسامبر |

|  |

| مالزی                             | ۸۷–۹۰ | پاکستان |
| امتیاز بر پایه نیمه: ۴۸–۵۷, ۳۹–۳۳ |       |         |

| ۲ دسامبر |

|  |

| هنگ کنگ                           | ۴۵–۱۲۱ | ژاپن |
| امتیاز بر پایه نیمه: ۳۱–۶۱, ۱۴–۶۰ |        |      |

| ۳ دسامبر |

|  |

| پاکستان                           | ۱۲۰–۶۷ | بنگلادش |
| امتیاز بر پایه نیمه: ۶۳–۲۹, ۵۷–۳۸ |        |         |

| ۴ دسامبر |

|  |

| هنگ کنگ                           | ۸۶–۹۷ | مالزی |
| امتیاز بر پایه نیمه: ۴۳–۵۹, ۴۳–۳۸ |       |       |

| ۴ دسامبر |

|  |

| بنگلادش                           | ۴۲–۱۵۱ | ژاپن |
| امتیاز بر پایه نیمه: ۲۳–۸۹, ۱۹–۶۲ |        |      |

| ۵ دسامبر |

|  |

| بنگلادش                            | ۷۱–۱۷۱ | مالزی |
| امتیاز بر پایه نیمه: ۳۸–۷۱, ۳۳–۱۰۰ |        |       |

| ۵ دسامبر |

|  |

| هنگ کنگ                           | ۷۷–۹۹ | پاکستان |
| امتیاز بر پایه نیمه: ۴۶–۵۳, ۳۱–۴۶ |       |         |

## دور نهایی
- نتایج و امتیازات به دست آمده در مسابقات تیم‌هایی که پیشتر در دور مقدماتی با هم رقابت کرده بودند، در دور نهایی نیز در نظر گرفته و محاسبه شد.

### رده‌بندی هفتم تا سیزدهم
| تیم     | بازی | برد | باخت | امتیاز برده | امتیاز باخته | تفاضل | امتیازات |
| ------- | ---- | --- | ---- | ----------- | ------------ | ----- | -------- |
| مالزی   | ۶    | ۶   | ۰    | ۶۶۳         | ۴۷۹          | ۱۸۴+  | ۱۲       |
| عراق    | ۶    | ۵   | ۱    | ۶۰۸         | ۴۷۳          | ۱۳۵+  | ۱۱       |
| تایلند  | ۶    | ۴   | ۲    | ۶۱۹         | ۵۰۰          | ۱۱۹+  | ۱۰       |
| سنگاپور | ۶    | ۳   | ۳    | ۵۴۵         | ۵۵۰          | ۵–    | ۹        |
| هنگ کنگ | ۶    | ۲   | ۴    | ۵۰۳         | ۵۲۳          | ۲۰–   | ۸        |
| بحرین   | ۶    | ۱   | ۵    | ۴۸۳         | ۵۳۶          | ۵۳–   | ۷        |
| بنگلادش | ۶    | ۰   | ۶    | ۴۳۰         | ۷۹۰          | ۳۶۰–  | ۶        |

| ۷ دسامبر |

|  |

| تایلند                            | ۱۰۹–۷۶ | هنگ کنگ |
| امتیاز بر پایه نیمه: ۴۹–۴۸, ۶۰–۲۸ |        |         |

| ۷ دسامبر |

|  |

| بحرین                             | ۱۱۴–۶۶ | بنگلادش |
| امتیاز بر پایه نیمه: ۶۴–۲۶, ۵۰–۴۰ |        |         |

| ۷ دسامبر |

|  |

| مالزی                             | ۱۲۳–۹۰ | سنگاپور |
| امتیاز بر پایه نیمه: ۶۲–۴۲, ۶۱–۴۸ |        |         |

| ۸ دسامبر |

|  |

| عراق                              | ۱۳۹–۷۶ | بنگلادش |
| امتیاز بر پایه نیمه: ۷۲–۳۸, ۶۷–۳۸ |        |         |

| ۸ دسامبر |

|  |

| هنگ کنگ                           | ۷۸–۸۶ | سنگاپور |
| امتیاز بر پایه نیمه: ۴۳–۵۱, ۳۵–۳۵ |       |         |

| ۸ دسامبر |

|  |

| تایلند                            | ۱۱۲–۹۰ | بحرین |
| امتیاز بر پایه نیمه: ۵۵–۴۲, ۵۷–۴۸ |        |       |

| ۹ دسامبر |

|  |

| عراق                              | ۱۰۰–۷۲ | هنگ کنگ |
| امتیاز بر پایه نیمه: ۶۰–۴۱, ۴۰–۳۱ |        |         |

| ۹ دسامبر |

|  |

| مالزی                             | ۸۹–۸۲ | تایلند |
| امتیاز بر پایه نیمه: ۴۷–۴۵, ۴۲–۳۷ |       |        |

| ۹ دسامبر |

|  |

| سنگاپور                           | ۸۶–۷۱ | بحرین |
| امتیاز بر پایه نیمه: ۴۷–۳۶, ۳۹–۳۵ |       |       |

| ۱۰ دسامبر |

|  |

| تایلند                            | ۱۴۵–۷۴ | بنگلادش |
| امتیاز بر پایه نیمه: ۵۲–۲۹, ۹۳–۴۵ |        |         |

| ۱۰ دسامبر |

|  |

| سنگاپور                           | ۹۰–۱۰۵ | عراق |
| امتیاز بر پایه نیمه: ۴۸–۵۷, ۴۲–۴۸ |        |      |

| ۱۰ دسامبر |

|  |

| مالزی                             | –۶۷ | بحرین |
| امتیاز بر پایه نیمه: ۵۹–۲۹, ۴۰–۳۸ |     |       |

| ۱۱ دسامبر |

|  |

| هنگ کنگ                           | ۷۷–۵۸ | بحرین |
| امتیاز بر پایه نیمه: ۲۹–۳۸, ۴۸–۲۰ |       |       |

| ۱۱ دسامبر |

|  |

| سنگاپور                           | ۱۰۷–۷۰ | بنگلادش |
| امتیاز بر پایه نیمه: ۶۵–۳۶, ۴۲–۳۴ |        |         |

| ۱۱ دسامبر |

|  |

| عراق                              | ۸۳–۸۴ | مالزی |
| امتیاز بر پایه نیمه: ۳۸–۴۵, ۴۵–۳۹ |       |       |

| ۱۲ دسامبر |

|  |

| عراق                              | ۸۵–۶۸ | تایلند |
| امتیاز بر پایه نیمه: ۵۰–۳۰, ۳۵–۳۸ |       |        |

### قهرمانی
| تیم       | بازی | برد | باخت | امتیاز برده | امتیاز باخته | تفاضل | امتیازات |
| --------- | ---- | --- | ---- | ----------- | ------------ | ----- | -------- |
| چین       | ۵    | ۵   | ۰    | ۵۰۳         | ۳۶۰          | ۱۴۳+  | ۱۰       |
| ژاپن      | ۵    | ۴   | ۱    | ۴۹۷         | ۳۸۴          | ۱۱۳+  | ۹        |
| کرهٔ جنوبی | ۵    | ۳   | ۲    | ۵۰۵         | ۴۵۲          | ۵۳+   | ۸        |
| فیلیپین   | ۵    | ۲   | ۳    | ۵۰۸         | ۵۳۹          | ۳۱−   | ۷        |
| هند       | ۵    | ۱   | ۴    | ۳۶۶         | ۴۶۷          | ۱۰۱−  | ۶        |
| پاکستان   | ۵    | ۰   | ۵    | ۳۹۸         | ۵۷۵          | ۱۷۷−  | ۵        |

| ۷ دسامبر |

|  |

| هند                               | ۷۸–۹۳ | کرهٔ جنوبی |
| امتیاز بر پایه نیمه: ۳۰–۵۶, ۴۸–۳۷ |       |           |

| ۷ دسامبر |

|  |

| ژاپن                              | ۱۱۱–۹۴ | فیلیپین |
| امتیاز بر پایه نیمه: ۵۴–۴۲, ۵۷–۵۲ |        |         |

| ۸ دسامبر |

|  |

| چین                               | ۱۲۴–۸۹ | فیلیپین |
| امتیاز بر پایه نیمه: ۶۶–۴۴, ۵۸–۴۵ |        |         |

| ۸ دسامبر |

|  |

| کرهٔ جنوبی                         | ۱۲۱–۷۳ | پاکستان |
| امتیاز بر پایه نیمه: ۵۹–۴۵, ۶۲–۲۸ |        |         |

| ۹ دسامبر |

|  |

| ژاپن                              | ۹۷–۵۵ | هند |
| امتیاز بر پایه نیمه: ۴۹–۲۴, ۴۸–۳۱ |       |     |

| ۹ دسامبر |

|  |

| چین                               | ۱۱۹–۵۹ | پاکستان |
| امتیاز بر پایه نیمه: ۵۶–۳۲, ۶۳–۲۷ |        |         |

| ۹ دسامبر |

|  |

| هند                               | ۸۶–۹۵ | فیلیپین |
| امتیاز بر پایه نیمه: ۴۴–۵۴, ۴۲–۴۱ |       |         |

| ۱۰ دسامبر |

|  |

| کرهٔ جنوبی                         | ۸۵–۱۰۰ | ژاپن |
| امتیاز بر پایه نیمه: ۳۹–۶۲, ۴۶–۳۸ |        |      |

| ۱۰ دسامبر |

|  |

| فیلیپین                           | ۱۲۳–۱۰۰ | پاکستان |
| امتیاز بر پایه نیمه: ۶۹–۴۵, ۵۴–۵۵ |         |         |

| ۱۱ دسامبر |

|  |

| ژاپن                                             | ۶۸–۷۰ (OT) | چین |
| امتیاز بر پایه نیمه: ۳۳–۳۸, ۳۱–۲۶ وقت اضافه: ۴–۶ |            |     |

| ۱۲ دسامبر |

|  |

| کرهٔ جنوبی                         | ۸۸–۹۴ | چین |
| امتیاز بر پایه نیمه: ۴۸–۴۵, ۴۰–۴۹ |       |     |

| ۱۲ دسامبر |

|  |

| هند                               | ۹۱–۸۶ | پاکستان |
| امتیاز بر پایه نیمه: ۴۸–۴۳, ۴۳–۴۳ |       |         |

## جدول نهایی
| رتبه | تیم       | رکورد |
| ---- | --------- | ----- |
| 1    | چین       | ۷–۰   |
| 2    | ژاپن      | ۷–۱   |
| 3    | کرهٔ جنوبی | ۵–۲   |
| ۴    | فیلیپین   | ۴–۳   |
| ۵    | هند       | ۳–۴   |
| ۶    | پاکستان   | ۳–۵   |
| ۷    | مالزی     | ۶–۲   |
| ۸    | عراق      | ۵–۳   |
| ۹    | تایلند    | ۴–۴   |
| ۱۰   | سنگاپور   | ۳–۵   |
| ۱۱   | هنگ کنگ   | ۲–۶   |
| ۱۲   | بحرین     | ۱–۷   |
| ۱۳   | بنگلادش   | ۰–۸   |

## جوایز
| قهرمان آسیا ۱۹۷۹    |
| ------------------- |
| · چین · سومین عنوان |